# Kup maršala Tita 1963./64.
Kup maršala Tita 1963./64., također poznat kao Kup Jugoslavije u nogometu 1963./64., bila je sedamnaesta sezona Kupa Jugoslavije u nogometu nakon Drugog svjetskog rata.

U kvalifikacijama koje su provodili republički savezi sudjelovalo je 2445 ekipa; 16 ekipa došlo je do stvarnog kupa (pod upravom FSJ), koji se igrao od 22. travnja do 23. svibnja 1964.
Trofej je osvojila Crvena zvezda koja je u finalu svladala Dinamo Zagreb, branitelja naslova. Crveno-bijelima je to bio šesti naslov u ovom natjecanju.

Ovogodišnji osvajač kupa, Crvena zvezda, osvojila je duplu krunu (prvenstvo i kup) i izborio plasman u Kupu prvaka, dok je Dinamo Zagreb, kao finalist kupa, izborio plasman u Kupu pobjednika kupova.

## Turnir
Propozicije su opet izmenjene.

U osmini finala ostalo je devetero prvoligaša.

Crvena zvezda napravila je najveće iznenađenje svladavši Hajduk usred Splita s 4:1. Zrenjaninski Proleter savladao je novosadsku Vojvodinu 1:0, a Velež je izgubio 3:4 u Mostaru od prilepske Pobede. Neočekivano visoka pobjeda Partizana (2:7) protiv Radničkog u Nišu može se računati kao iznenađenje.

Četiri para četvrtfinala predstavljala su dvoboje prvoligaša i drugoligaša. Pobijedili su: Partizan, Crvena zvezda i Novi Sad, na svom terenu, dok je Dinamo kao gost eliminirao Pobedu u Prilepu.

Ždrijebom je odlučeno da će u polufinalu igrati parovi Crvena zvezda – Novi Sad i Dinamo – Partizan. Crvena zvezda je pobijedila minimalnim rezultatom, a Partizan je izgubio 7:2 u Zagrebu.

Crvena zvezda je sigurnom pobjedom od 3:0 nad Dinamom postala šesterostruki osvajač Kupa, a po drugi put je osvojila i prvenstvo i Kup iste godine.

## Sudionici
Sudjelovalo je 2445 ekipa. U pretkolima splitski Hajduk eliminirao je Zadar (1:0), Liku Korenicu (8:2) i RNK Split (1:0); Dinamo Zagreb eliminirao je Segestu Sisak (11:0), Lokomotivu Zagreb (3:2) i Varteks Varaždin (4:2); Partizan je eliminirao Radnički Kragujevac (8:0); Crvena zvezda eliminirala je Metalac Valjevo (3:1). Maksimir je u 1. kolu izgubio 2:3 od Remetinca.

Sljedećih 16 ekipa plasirale su se u završni dio:
| rang         | Slovenija            | Hrvatska                                | Bosna i Hercegovina       | Srbija                 | Srbija                                    | Srbija | Crna Gora   | Makedonija |
| rang         | Slovenija            | Hrvatska                                | Bosna i Hercegovina       | Vojvodina              | Središnja Srbija                          | Kosovo | Crna Gora   | Makedonija |
| ------------ | -------------------- | --------------------------------------- | ------------------------- | ---------------------- | ----------------------------------------- | ------ | ----------- | ---------- |
| 1. rang      |                      | - Dinamo Zagreb - Hajduk Split - Rijeka | - Sarajevo - Velež Mostar | - Novi Sad - Vojvodina | - Crvena zvezda - Partizan - Radnički Niš |        |             |            |
| 2. rang      | - Olimpija Ljubljana | - Slavonija Osijek                      |                           | - Proleter Zrenjanin   | - Železničar Niš                          |        | - Budućnost | - Pobeda   |
| Niži rangovi |                      |                                         |                           |                        |                                           |        |             |            |

## Osmina završnice
| Domaći sastav           |   | Gostujući sastav        | Rezultat |
| ----------------------- | - | ----------------------- | -------- |
| Hajduk (Split)          | – | Crvena zvezda (Beograd) | 1:4      |
| Proleter (Zrenjanin)    | – | Vojvodina (Novi Sad)    | 1:0      |
| RFK Novi Sad (Novi Sad) | – | FK Sarajevo (Sarajevo)  | 1:0      |
| Olimpija (Ljubljana)    | – | Slavonija (Osijek)      | 2:0      |
| Velež (Mostar)          | – | Pobeda (Prilep)         | 3:4      |
| Dinamo (Zagreb)         | – | NK Rijeka (Rijeka)      | 5:1      |
| Radnički (Niš)          | – | Partizan (Beograd)      | 2:7      |
| Budućnost (Titograd)    | – | Železničar (Niš)        | 1:0      |

## Četvrtzavršnica
| Domaći sastav           |   | Gostujući sastav     | Rezultat    |
| ----------------------- | - | -------------------- | ----------- |
| Crvena zvezda (Beograd) | – | Proleter (Zrenjanin) | 4:1 (prod.) |
| RFK Novi Sad (Novi Sad) | – | Olimpija (Ljubljana) | 3:2         |
| Pobeda (Prilep)         | – | Dinamo (Zagreb)      | 0:5         |
| Partizan (Beograd)      | – | Budućnost (Titograd) | 3:2         |

## Poluzavršnica
| Domaći sastav           |   | Gostujući sastav        | Rezultat |
| ----------------------- | - | ----------------------- | -------- |
| Crvena zvezda (Beograd) | – | RFK Novi Sad (Novi Sad) | 2:1      |
| Dinamo (Zagreb)         | – | Partizan (Beograd)      | 7:2      |

## Završnica

### Susret
| 24. svibnja 1964.                     |             |               |                                                                                           |
| Crvena zvezda                         | 3:0         | Dinamo Zagreb | Stadion Crvena zvezda, Beograd Broj gledatelja: 60.000 Sudac: Aleksandar Škorić (Beograd) |
| Prljinčević 35' Jevtić 48' Džajić 70' | (izvještaj) |               | Stadion Crvena zvezda, Beograd Broj gledatelja: 60.000 Sudac: Aleksandar Škorić (Beograd) |

| Crvena zvezda | Dinamo |

| CRVENA ZVEZDA: |  |                   |             |
|                |  |                   |             |
| G              |  | Mirko Stojanović  |             |
| B              |  | Vladimir Durković |             |
| B              |  | Živorad Jevtić    |             |
| B              |  | Milan Čop         |             |
| B              |  | Slobodan Škrbić   |             |
| V              |  | Vojislav Melić    |             |
| V              |  | Vladica Popović   |             |
| V              |  | Dragan Džajić     |             |
| V              |  | Dušan Maravić     |             |
| N              |  | Zoran Prljinčević | Isključenje |
| N              |  | Borivoje Kostić   |             |
| Trener:        |  |                   |             |
| Milorad Pavić  |  |                   |             |

| DINAMO ZAGREB:   |  |                  |             |
|                  |  |                  |             |
| G                |  | Zlatko Škorić    |             |
| B                |  | Nikola Benco     | Isključenje |
| B                |  | Adem Kasumović   |             |
| B                |  | Rudolf Belin     |             |
| B                |  | Vlatko Marković  |             |
| V                |  | Željko Perušić   |             |
| V                |  | Zdenko Kobešćak  |             |
| V                |  | Stjepan Lamza    |             |
| N                |  | Zdravko Rauš     |             |
| N                |  | Slaven Zambata   |             |
| N                |  | Luka Lipošinović |             |
| Trener:          |  |                  |             |
| Milan Antolković |  |                  |             |

## Poveznice
- Prva savezna liga 1963./64.
- Druga savezna liga 1963./64.
- 3. ligaški rang 1963./64.

## Vanjske poveznice
- RSSSF
- Jugoslavija - Detalji finala Kupa 1947.-2001
- exyufudbal.in.rs
- lavkup.com
- bihsoccer.com